# Muggträsk
Muggträsk är ett naturreservat i Överkalix kommun i Norrbottens län.
Området är naturskyddat sedan 2009 och är 4,2 kvadratkilometer stort. Reservatet omfattar Muggträsket och dess omgivande myr och skogsmark. Reservatet består av granskog och sumpskog.